# Bathylaimus capacosus
Bathylaimus capacosus är en rundmaskart som beskrevs av Stephen Donald Hopper 1962. Bathylaimus capacosus ingår i släktet Bathylaimus och familjen Tripyloididae. Inga underarter finns listade i Catalogue of Life.